# Vicino a te non ho paura
Vicino a te non ho paura (Safe Haven) è un romanzo dello scrittore statunitense Nicholas Sparks, pubblicato in Italia nel 2011. È stato realizzato nel 2012 l'adattamento cinematografico del libro, diretto da Lasse Hallström e interpretato da Julianne Hough, nel ruolo di Katie, e Josh Duhamel, nel ruolo di Alex.

## Trama
La ventisettenne Katie arriva a Southport, in Carolina del Nord, e inizia a lavorare in un ristorante del luogo, conducendo una vita estremamente riservata, senza allacciare nessuna relazione sociale. La sua unica compagnia è quella della vicina di casa, Jo, con cui instaura un rapporto amichevole.
Un giorno Katie si reca in un negozio del posto e conosce Alex, il proprietario, un vedovo con due figli piccoli, Josh e Lexie. Ben presto Katie e Alex entrano in confidenza, tanto che lei lo invita a cena a casa sua, e scoprono di amarsi. Katie però nasconde un terribile segreto e presto Alex, che è un ex detective, lo intuisce. Katie decide allora di svelargli la verità: il suo vero nome è Erin ed è sposata ad un uomo di nome Kevin, un poliziotto, il quale fino a pochi mesi prima abusava di lei, picchiandola e maltrattandola. Erin era stata così costretta a fuggire di casa, tentando di costruirsi una nuova vita con una nuova identità.
Dopo aver saputo la verità, Alex si offre di proteggere Katie: il loro legame si fa sempre più forte, tanto che questo amore diventa l'unico porto sicuro nella vita della donna, che fino a poco tempo prima viveva di incubi e faticava a fidarsi di chiunque. Nel frattempo, Kevin è sempre più deciso a trovare la moglie e a riportarla a casa. Quando finalmente scopre dove si trova, si reca immediatamente a Southport e la vede in compagnia di Alex e dei suoi due figli.
Più tardi, di sera, Alex si allontana da casa con il figlio Josh per aiutare un amico di famiglia (il poliziotto) con i fuochi d'artificio per il 4 luglio. Lascia cosí Katie da sola con Lexie. Kevin si aggira nelle vicinanze della casa e appicca un incendio. Katie capisce quello che sta succedendo e cerca di mettere in salvo la bambina. Kevin ubriaco li insegue, ma arriva anche Alex che cerca di mettere in salvo tutti. Kevin lo colpisce con un cric, ma questa volta interviene Katie e lo uccide con una pistola. Alex, uscito dall'ospedale, dona a Katie una lettera scritta anni prima dalla moglie Carly, in punto di morte, alla donna che avrebbe preso il suo posto. Leggendo la lettera, Katie scopre che gli amici di Carly erano soliti chiamarla Jo. Allo stesso tempo, Katie si rende conto che Jo non è mai stata la sua vicina di casa e che le sue conversazioni e i suoi incontri con lei non erano altro che un frutto della sua immaginazione. In seguito però Katie capisce che non si trattava neppure di questo: era lo spirito di Carly che le chiedeva di prendersi cura di Alex e dei suoi due bambini.

## Edizioni
- Nicholas Sparks, Vicino a te non ho paura, traduzione di Alessandra Petrelli, Collana I Blu, Frassinelli, 2011,  p. 399, ISBN 978-88-200-4998-0.